# بانک مرکزی هندوراس
بانک مرکزی هندوراس (به اسپانیایی: Banco Central de Honduras) بانک مرکزی کشور هندوراس است که در تاریخ ۱ ژوئیه ۱۹۵۰ تأسیس شده‌است.

## تاریخچه
تأسیس بانک مرکزی هندوراس در ۱ ژوئیه ۱۹۵۰ منجر به ملی شدن وسایل پرداخت و تغییر مسیر سیاست‌های پولی، مبادله‌ای و اعتباری جمهوری هندوراس شد. بانک مرکزی هندوراس در ۳ فوریه ۱۹۵۰ با حکم قانونی شماره ۵۳ تأسیس شد و از ۱ ژوئیه همان سال، تحت مالکیت دادستان روبرتو رامیرز در یک مراسم افتتاحی به ریاست خوان مانوئل گالوز، رئیس‌جمهور هندوراس فعالیت خود را آغاز کرد.

## مأموریت
- سیاست پولی و صرافی‌های کشور را تدوین و هدایت کرده و آیین‌نامه لازم را صادر می‌کند.
- صدور اسکناس و سکه در قلمرو کشور.
- فعال سازی عوامل تغییر دهنده که می‌توانند مبادلات در قلمرو ملی را انجام دهند.
- ذخایر بین‌المللی پول را اداره می‌کند.
- تعیین نرخ ارز
- انجام عملیات اعتباری برای نقدینگی کافی موسسات مالی.
- انجام عملیات ثبات پولی
- عملی کردن وظایف بانکداران، مأمورین مالی و مشاوران اقتصادی/مالی کشور.
- تدوین و انتشار آمار اصلی اقتصاد کلان.